# Touros (ort)
Touros är en ort i Brasilien.   Den ligger i kommunen Touros och delstaten Rio Grande do Norte, i den östra delen av landet, 1 800 km nordost om huvudstaden Brasília. Touros ligger 9 meter över havet och antalet invånare är 7 662.
Terrängen runt Touros är platt. Havet är nära Touros åt nordost. Runt Touros är det ganska glesbefolkat, med 38 invånare per kvadratkilometer.. Det finns inga andra samhällen i närheten.
Omgivningarna runt Touros är huvudsakligen savann.